# John Rogers Commons
John Rogers Commons (13 de octubre de 1862-11 de mayo de 1945) fue un economista y profesor estadounidense de la Universidad de Wisconsin-Madison, que constituye uno de los principales representantes de la Economía institucional y del georgismo.
También hizo importantes contribuciones al estudio de la Historia laboral del sindicalismo en Estados Unidos.

## Publicaciones
- The Distribution of Wealth. New York: Macmillan, 1893.
- Social Reform and the Church. New York: Thomas Y. Crowell, 1894.
- Proportional Representation. New York: Crowell, 1896. Second Edition: Macmillan, 1907.
- City Government. Albany, NY: University of the State of New York Extension Dept., 1898.
- Races and Immigrants in America. New York: Macmillan, 1907.
- Horace Greeley and the Working Class Origins of the Republican Party. Boston: Ginn and Co., 1909.
- Labor and Administration. New York: Macmillan, 1913.
- Industrial Goodwill. New York: McGraw-Hill Book Co., 1919.
- Trade Unionism and Labor Problems. Boston: Ginn and Co., 1921.
- Legal Foundations of Capitalism. New York: Macmillan, 1924.
- Institutional Economics.] New York: Macmillan, 1934.
- Myself. Madison: University of Wisconsin Press, 1934.

### Coautoría
- Commons, John R. and Andrews, J. B. Principles of Labor Legislation. New York: Harper and Bros., 4th edn 1916.
- Commons, John R., et al. History of Labor in the United States. Vols. 1–4. New York: Macmillan, 1918–1935.
- Commons, John R., et al. Industrial Government. New York: Macmillan, 1921.
- Commons, John R.; Parsons, Kenneth H.; and Perlman, Selig. The Economics of Collective Action. New York: Macmillan, 1950.

### Trabajos como editor
- Commons, John R. (Ed.). Trade Unionism and Labor Problems. Boston: Ginn and Co., 1905.
- Commons, John R. (Ed.). A Documentary History of American Industrial Society. In 10 Volumes. Cleveland, Ohio: Arthur H. Clark Co., 1910.